# Rádio Comercial
Rádio Comercial is een commerciële muziekzender op de Portugese radio. Het is de meest beluisterde zender van het land. Het is onderdeel van het mediaconglomeraat Bauer Media Group. De zender richt zich op poprock.